# Podskarbi ziem pruskich
Podskarbi ziem pruskich – urzędnik w Prusach Królewskich,  zajmujący się wybieraniem podatków i finansami tej prowincji. 
Był to relikt władztwa zakonu krzyżackiego nad tymi ziemiami. Kazimierz IV Jagiellończyk utrzymał ten urząd po zakończeniu wojny trzynastoletniej. Zlikwidowany po I rozbiorze Polski. Podskarbi ziem pruskich rozliczał się ze swojej działalności na sejmiku generalnym Stanów Pruskich, odbywającym się alternatą w Malborku i Grudziądzu. Powierzono mu także zarząd nieobsadzonych królewszczyzn. Miał prawo do rocznej pensji 4000 zł, potrącanych z podatków i dochodów ekonomii malborskiej. 